# Roman Kroitor
Roman Kroitor (* 12. Dezember 1926 in Yorkton; † 17. September 2012 in Québec) war ein kanadischer Filmproduzent, Filmregisseur und Drehbuchautor.

## Leben
Kroitor studierte Philosophie und Psychologie an der University of Manitoba und arbeitete dann für das National Film Board of Canada, zunächst als Produktionsassistent und dann als Filmeditor. Im Jahre 1949 inszenierte er seinen ersten eigenen Film. Kroitor ist Miterfinder des IMAX. Als Filmregisseur, Drehbuchautor, Dokumentarfilmer und Filmproduzent war er in Kanada tätig. 1980 war er zusammen mit Stefan Wodoslawsky mit dem Kurzfilm Bravery in the Field für einen Oscar in der Kategorie Bester Kurzfilm nominiert.

## Filmografie (Auswahl)

### Als Regisseur
- 1953: Rescue Party
- 1954: Paul Tomkowicz: Street-railway Switchman
- 1955: Farm Calendar
- 1957: The Great Plains
- 1957: L’année à la ferme
- 1959: Glenn Gould: On the Record
- 1959: Glenn Gould: Off the Record
- 1960: Der Himmel über uns (Universe)
- 1961: Festival in Puerto Rico
- 1962: The Living Machine
- 1962: Lonely Boy
- 1964: Above the Horizon
- 1965: Stravinsky
- 1972: Exercise Running Jump II
- 1974: Circus World
- 1979: In the Labyrinth
- 1990: Echoes of the Sun
- 1991: At the Max

### Als Produzent
- 1958: The Days Before Christmas
- 1959: The Canadians
- 1960: I Was a Ninety-pound Weakling
- 1962: The Living Machine
- 1962: Lonely Boy
- 1965: Legault’s Place
- 1977: Hold the Ketchup
- 1979: Bravery in the Field
- 1990: Echoes of the Sun

### Als Drehbuchautor
- 1952: Age of the Beaver
- 1954: Paul Tomkowicz: Street-railway Switchman
- 1955: To Serve the Mind
- 1955: Farm Calendar
- 1957: L’année à la ferme
- 1957: It’s a Crime
- 1958: City of Gold
- 1960: Der Himmel über uns (Universe)
- 1972: Exercise Running Jump II
- 1982: Hail Columbia!
- 1985: We Are Born of Stars

## Preise und Auszeichnungen (Auswahl)
- 1961: BAFTA, Bester animierter Film, für Der Himmel über uns (Universe)
- 1961: Canadian Film Awards, Film des Jahres und Special Mention, für Der Himmel über uns (Universe)
- 1962: Canadian Film Awards, Film des Jahres, für Lonely Boy
- 1966: Nominierung für einen Flaherty Documentary Award der BAFTA-Awards, für Stravinsky
- 1979: Oscar-Nominierung, Bester Kurzfilm, für Bravery in the Field
- 1980: Genie Awards, Bester Dokumentar-Kurzfilm, für Skyward